# Éliane de Creus
Pour les articles homonymes, voir Creus.
Louise Émilie Mahieu  dite Éliane de Creus, née  le 13 juin 1905 à Levallois-Perret et morte le 7 avril 1997 à Paris, est une chanteuse et actrice française.

## Biographie
Éliane de Creus est la fille du chanteur d'opéra et d'opérette Eugène de Creus, avec qui elle joue dans les théâtres de province à la fin des années 1930.
En 1925, elle épouse le réalisateur Max de Rieux et joue dans ses films muets, La grande amie (1927), J'ai l'noir ou le Suicide de Dranem (1929) et dans le film sonore L'Amour en six jours (1934) d'Émile-Georges De Meyst et Georges Moussiaux.
À partir de 1930, elle enregistre des disques, d'abord des œuvres de Gabriel Diot. En 1932, elle va en studio avec Maurice André pour enregistrer C'est un petit camarade. Le 14 mars 1933, en duo avec Jean Sablon et accompagnée de Michel Emer (piano), Django Reinhardt (guitare), Max Elloy (batterie), elle enregistre les chansons d'opérettes : Il n'y en a deux comme moi, Parce que je vous aime et Si j'aime Suzy.
En 1933, elle chante dans l'opérette Dix-neuf ans de Pascal Bastia au Théâtre Daunou. La distribution réunit Éliane de Creus et Jean Sablon, entourés de Lily Mounet, Jean Bastia et Reda Caire.
Elle donne des spectacles accompagnée d'un petit orchestre masculin et en janvier 1934, elle enregistre avec Michel Emer et ses musiciens, La rhuma da boum et Mon cœur a rencontre ton cœur,.
En 1935, elle reprend des chansons de La nuit est belle d'Henri Goublier et Albert Sablons et de Dix-neuf ans, Parce que je vous aime et d'autres chansons avec Charles Trenet et Johnny Hess.
Elle joue au théâtre jusqu'en 1943.

## Opérettes
- 1925 : Trois jeunes filles nues, opérette en 3 actes, livret de Yves Mirande et Albert Willemetz, musique de Raoul Moretti, Bouffes-Parisiens
- 1927 : Ketty boxeur, 	opérette en 3 actes de Luc Morinier, musique de Gaston Gabaroche et paroles de Pierre Varenne, Théâtre de La Potinière.
- 1929 : Elle est à vous, opérette en 3 actes, livret d'André Barde, musique de Maurice Yvain, 1re représentation au Théâtre des Nouveautés, 22 janvier 1929[7].
- 1929 : Kadubec, opérette en 3 actes d'André Barde, musique de Maurice Yvain au théâtre des Nouveautés[8]